# Droits LGBT en Belgique
La Belgique est considérée comme un pays très libéral en ce qui concerne les personnes lesbiennes, gays, bisexuelles et transgenres (LGBT) et est devenue le deuxième pays au monde à légaliser le mariage entre personnes de même sexe, en 2003.

## Évolution législative des droits LGBT
La législation des droits relatifs aux homosexuels, aux bisexuels et aux personnes trans en Belgique n’a connu pendant un certain temps aucune évolution. Le Code pénal napoléonien de 1810 adopté en Belgique confirme la dépénalisation de l'homosexualité de 1791.
En 1965, un député du Parti socialiste propose un amendement à la loi sur la protection de la jeunesse, l'article 372 bis est introduit dans le Code pénal, instaurant ainsi une discrimination dans l'âge du consentement, le faisant passer de 16 ans à 18 ans, exclusivement pour les relations homosexuelles. Cet amendement discriminatoire est abrogé par une loi du 18 juin 1985, avec les efforts du socialiste Ernest Glinne.
C’est avec l’apparition du sida et le risque de contamination du VIH dans les années 1980 que la question a pris de l’importance et obligeant les politiciens à s’intéresser au sujet, à la demande des citoyens homosexuels, premières personnes concernées. C’est à cette période, plus exactement en 1985, qu’est fondé l’ASBL Appel Homo Sida afin de conduire prévention, information et aide pour les homosexuels belges. Cette association va se développer et promouvoir la notion de « safer sex », qui avait pour but de préserver les pratiques gays dans leur authenticité, mais tout en les sécurisant.
Néanmoins concernant les dispositions juridiques, elles n’étaient encore que faibles et pouvaient par leur mauvaise formulation permettre de réprimer les pratiques homosexuelles. Un problème qui s’est révélé avec l’affaire Vincineau, dans laquelle des saunas gays avaient fait scandale et dû être fermés car accusés de « débauche », selon les articles anciens 380bis et 380quater du code pénal belge. En effet, c'est ce terme de  que le code pénal belge garde inscrit, pouvant porter à confusion et permettre d’être utilisés à des fins réactionnaires. Cette notion n’a pas été supprimée du code pénal malgré des tentatives de plusieurs législateurs, comme une proposition de loi déposée en 1988 à la Chambre mais rejetée.
Toutefois, malgré ce défaut juridique, l’évolution législative va se montrer par la suite plus dynamique et progressiste, puisqu'n 1998 une loi sur la cohabitation légale est adoptée et entre en application en 2000.
Le 30 janvier 2003 la Chambre des représentants adopte à une large majorité le projet de loi qui permet d’ouvrir le mariage aux personnes de même sexe. La même année est adoptée une autre loi permettant de lutter contre les discriminations à orientation sexuelle. Le 17 mai 2005 est organisée la première journée de lutte contre l’homophobie. Une autre loi en 2006 ouvre l’adoption pour les couples de même sexe. Enfin la loi du 10 mai 2007 donne le droit aux personnes trans de changer de prénom et de sexe sur leur état civil. Depuis le 1er janvier 2018, les personnes qui sont convaincues que le sexe marqué sur leur état civil depuis leur naissance ne correspond pas à leur identité de genre pourront le modifier, ainsi que leurs prénoms, après certaines démarches purement administratives. De même, contrairement à la loi précédente, il n'est plus demandé de conditions médicales dans la procédure.

## Mariage des couples homosexuels
Le jeudi 30 janvier 2003, le législateur reconnaît formellement aux homosexuels belges le droit de se marier. Avec cette nouvelle loi qui est entrée en vigueur le 1er juin 2003, la Belgique devient le second pays au monde à légaliser le mariage aux couples de même sexe. Cette reconnaissance du mariage pour tous permet alors d’affirmer l’égalité des sexes. Ce mariage accorde aux couples homosexuels les mêmes droits et les mêmes devoirs que les couples hétérosexuels, à l’exception au départ du domaine de parentalité, de filiation et d'adoption. En effet, quand une femme lesbienne mariée donnait naissance à un enfant, son épouse n'était pas automatiquement reconnue comme étant le deuxième parent alors que dans le cas des couples hétérosexuels, l’époux est directement considéré comme étant le père. Désormais, les couples homosexuels peuvent se marier et adopter en Belgique. C'est en Belgique que le plus grand nombre de mariage des couples homosexuels a été enregistré depuis 2003.
Le législateur a alors dû adapter le texte de l’article 143 du code civil faisant référence au mariage afin de le rendre neutre au point de vue sexe. À présent, le mariage est une institution par laquelle les parties veulent se prendre pour époux et non pour mari et femme.

### Conditions de mariage[10]
Les couples homosexuels peuvent aujourd’hui contracter un mariage en Belgique avec les mêmes conditions, éditées dans le code civil, qu’un mariage hétérosexuel : ils doivent avoir minimum 18 ans, consentir librement au mariage, ne pas avoir de lien de parenté trop proche et ne pas être déjà marié à quelqu’un d’autre.
Et ils auront également les mêmes formalités à remplir en déclarant leur intention de se marier à l’officier de l’état civil de la commune où l’un des deux époux est domicilié et où il est inscrit dans le registre de la population.

### Reconnaissance du mariage homosexuel à l'étranger
La Belgique reconnaît toutes les unions homosexuelles contractées à l’étranger, mais l’inverse n’est pas forcément reconnu et les conséquences relatives au patrimoine en commun ont le même problème de reconnaissance selon les pays.

## Parentalité
Le droit à l’adoption pour les personnes de même sexe a été consacré par la loi du 18 mai 2006, entrée en vigueur le 29 mai 2006. Cette loi a pour but de mettre sur un pied d’égalité les couples hétérosexuels et homosexuels d’un point de vue familial. Après l’accès au mariage, il paraissait évident que les couples homosexuels puissent également accéder à l’adoption[Interprétation personnelle ?]. Il existe plusieurs situations.

### Coparentalité[11]
Dans le cadre de la coparentalité, l’un des membres du couple homosexuel a une relation avec une autre personne en dehors du cadre du couple, dans le but de donner naissance à un enfant. Les parents biologiques peuvent tous deux assumer leur parentalité et se voir reconnaître parents légaux de l’enfant en question. Ainsi, le parent dit « social », à savoir le conjoint ou partenaire de l’un des parents biologiques ne pourra pas être reconnu comme étant le parent légal de l’enfant.  Or, cette absence de reconnaissance d’une quelconque filiation entre le conjoint/partenaire homosexuel est contraire à l’intérêt de l’enfant, qui devrait pouvoir bénéficier de la même protection juridique qu’un enfant né élevé au sein d’un couple hétérosexuel. En effet, en cas de décès du parent biologique ou de séparation, l’autre « parent » n’aura aucun droit vis-à-vis de l’enfant, puisqu’aucun lien légal n’aura été établi. Néanmoins, dans certains cas, l’un des parents biologiques accepte, à la naissance de l’enfant, de s’effacer pour permettre au couple homosexuel d’accéder à une parentalité légale de l’enfant.

### Procréation médicalement assistée[11]
La procréation médicalement assistée (PMA) est une technique médicale par laquelle une femme a recours à une insémination artificielle de sperme d’un donneur anonyme ou non. Avant 2015, il n’était pas possible pour la conjointe ou la partenaire de la mère biologique de l’enfant d’adopter l’enfant conçu par insémination artificielle. Dans le but de mettre fin à cette insécurité, la loi sur l’adoption permet désormais que le parent non biologique puisse adopter l’enfant conçu par procréation médicalement assistée. Ainsi, depuis 2015, si les homosexuelles sont mariées au moment de la naissance de l’enfant, le statut de mère légal est attribué automatiquement à la conjointe de la mère biologique de l’enfant. On parle de « présomption de maternité ». Néanmoins, même en l’absence de mariage, la partenaire de la mère biologique aura la possibilité de faire une demande d’établissement de filiation dans sa commune de résidence.
En Belgique, les centres de Gand et Bruxelles se sont opposés sur la question de la transparentalité, les premiers refusant toute démarche discriminatoire concernant les personnes trans : « N'oublions pas qu'il y a environ 30 ans, les mêmes discussions ont eu lieu en ce qui concerne les couples gays ou lesbiens, dont on disait qu'ils ne pourraient pas être de bons parents, et la société leur était très hostile. De nombreuses études ont montré qu'il n'en est rien. Ne faisons pas la même erreur deux fois. Si la société est injustement hostile à certains individus, il est notre devoir d'aider à changer ces mentalités, en ne refusant pas à ces personnes les enfants qu'elles veulent avoir ».

### Gestation pour autrui[11]
La gestation pour autrui (GPA) est le recours à une mère porteuse. S’il n’est pas prohibé en Belgique, il n’est néanmoins pas encouragé. L'adoption de l'enfant par le conjoint ou le partenaire homosexuel n'est pas garantie mais elle est possible.

### Adoption conjointe
Avant la loi du 18 mai 2006, l’adoption conjointe par les deux membres d’un couple homosexuel était impossible. Ainsi, la seule possibilité était l’adoption par l’un des membres du couple, en tant que célibataire, mais cela posait les mêmes problèmes existants en ce qui concerne la coparentalité, à savoir que le parent dit « social » ne pouvait se voir reconnaître aucun droit à l’égard de l’enfant.
L’adoption conjointe a été autorisée grâce à la loi du 18 mai 2006, au même titre que les couples hétérosexuels. Mais en réalité, il existe de nombreuses difficultés liées au nombre d’enfants à adopter en Belgique, et aux pays refusant l’adoption aux couples homosexuels.

### Accueil d’enfants en difficulté[11]
Il s’agit d’accueillir un enfant afin de lui apporter un cadre affectif et éducatif tout en lui permettant de garder un lien avec ses parents biologiques. Cela est possible sans condition d’âge ou de situation et donc accessible aux homosexuels. Mais en réalité, cela reste compliqué car les organismes chargés refusent souvent le placement de ces enfants dans des familles « hors normes ».

## Don de sang
En Belgique, le don de sang par les personnes homosexuels a connu plusieurs évolutions. La Belgique fait partie de l'Union européenne et de ce fait sa législation sur le don du sang en découle.

### Par les personnes lesbiennes
En ce qui concerne le don de sang, les femmes ne faisant face à aucune contre-indication par la législation belge et européenne, les lesbiennes peuvent donner librement leur sang en Belgique.

### Par les personnes gays
En ce qui concerne le don du sang des hommes homosexuels, la législation a évolué. Tout d'abord, la directive de la Commission européenne du 22 mars 2004 qui porte application de la directive 2002/CE du Parlement européen et du Conseil a trait aux exigences techniques relatives au don du sang, exclut les personnes homosexuelles du don du sang. La législation les exclut sans les citer dans l'annexe 3 « Individus dont le comportement sexuel ou l'activité professionnelle les expose au risque de contracter des maladies infectieuses graves transmissibles par le sang ». Les gays ne pouvaient alors pas réaliser de don du sang du fait de leur sexualité qui était considérée par l'Union européenne comme non compatible avec le droit de donner son sang du fait des risques qu'elle engendre.
La législation belge a réalisé un premier pas en donnant la possibilité pour les gays de donner leur sang sous conditions. Cette avancée s'est réalisée par l'adoption de la loi du 11 août 2017 portant des dispositions diverses en matière de santé, qui levait l'interdiction totale du don du sang pour les hommes ayant des relations sexuelles avec d'autres hommes à condition qu'ils s'abstiennent d'avoir des relations sexuelles pendant 12 mois. Le 2 juin 2022, l'adoption du « Projet de loi modifiant la loi du 5 juillet 1994 relative au sang et aux dérivés du sang d’origine humaine en ce qui concerne les critères d’exclusion au don de sang » a porté ce délai à 4 mois,.

## Reconnaissance des personnes trans
Jusqu'en 2018, la Belgique exige une chirurgie de réassignation sexuelle et une attestation de suivi psychologique aux personnes transgenres qui souhaitent faire modifier la mention de leur sexe sur leurs papiers d'identité. Depuis 2018, le changement de sexe et de prénom auprès de l'état civil se base sur l'autodétermination et ne nécessite pas de prérequis médicaux à remplir,. Cette demande se fait auprès de l'officier d'état civil de sa commune de résidence et cette modification est en principe irrévocable.

## Tableau récapitulatif
| Dépénalisation de l’homosexualité                                                                      | (Depuis 1791)                 |
| Majorité sexuelle identique à celle des hétérosexuels                                                  | Oui (sauf entre 1965 et 1985) |
| Interdiction des discriminations dans tous les domaines                                                | (Depuis 2003)                 |
| Mariage civil                                                                                          | (Depuis 2003)                 |
| Adoption conjointe et par le beau-parent dans les couples de personnes de même sexe                    | (Depuis 2006)                 |
| Droit pour les gays de servir dans l’armée                                                             | (Depuis 2000)                 |
| Droit de changer légalement de genre sans stérilisation                                                | (Depuis 2018)                 |
| Accès aux FIV pour les lesbiennes                                                                      | Oui                           |
| Autorisation du don de sang pour les HSH dans les quatre premiers mois après le dernier rapport sexuel | Non                           |
| Interdiction des thérapies de conversion par la loi                                                    | (Depuis 2022)                 |

## Dans la société

### Organisations
La première organisation LGBT est fondée par Suzan Daniel en 1953, le Centre culturel de Belgique (CCB). Seule femme parmi les personnes de la direction, elle quitte l'association l'année suivante, dénonçant du sexisme en son sein.
En août 1985, le professeur de droit international à l'ULB Michel Vincineau fonde l’ASBL Appel Homo Sida. Au contraire des États-Unis et d'une partie des autres pays européens, rien n'existait en Belgique en matière de prévention, d’information et d’entraide face à cette maladie, dont est particulièrement victime la communauté LGBT.
Depuis les années 1970, la rue du Marché au Charbon accueille des bars homosexuels, dont l'association éducatif Tels Quels, qui a entretemps déménagé place de la Liberté, reconnue depuis 1983, ainsi que plus récemment la « RainbowHouse » (Maison arc-en-ciel), qui regroupe plusieurs associations LGBTQIAP+.

### Marche de fierté

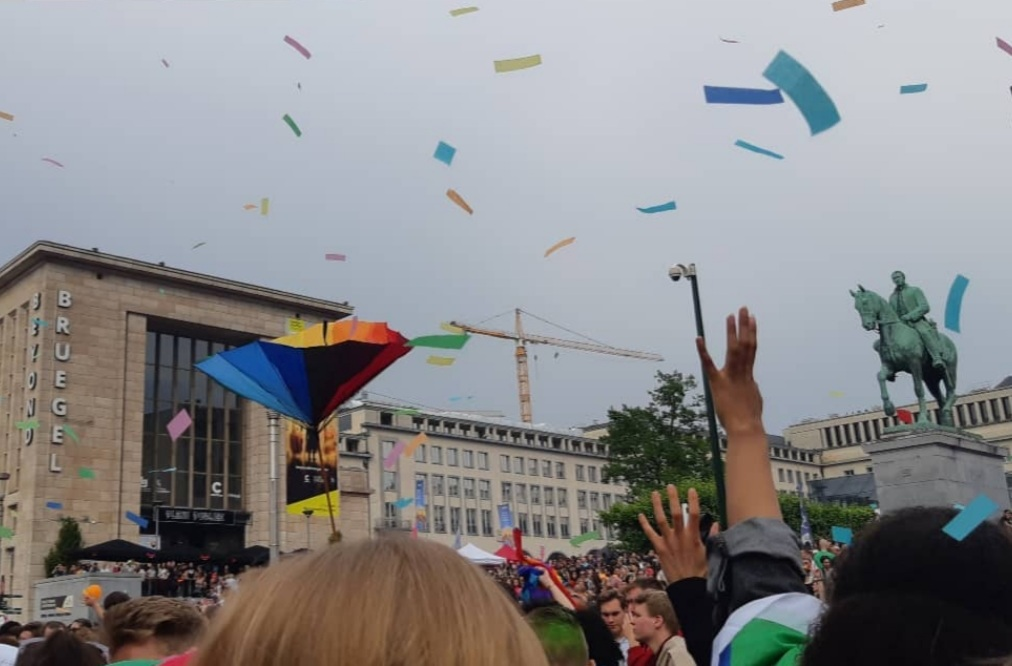
Confettis aux couleurs LGBT lors de la marche de fierté en 2019.

Au niveau citoyen, la première mobilisation des personnes LGBT+ a lieu à Anvers en 1979, s'inspirant des Rozen Zaterdagen au Pays bas.
La marche de fierté du pays a lieu chaque année à Bruxelles depuis 1996 et, depuis 2008, une seconde est organisée à Anvers.
En 2018, plus de 100 000 personnes participent à l'événement bruxellois.

### Politique
Les droits LGBT sont soutenus par les principaux partis politiques.
En 2011, pour la première fois de son histoire, un Premier ministre ouvertement homosexuel accède au pouvoir, Elio Di Rupo.
En 2021, Petra De Sutter devient la première ministre transgenre d'un gouvernement belge. Toutefois elle affirme ne pas vouloir « être jugée sur cet aspect-là » et se dit satisfaite qu'« on n'en parlait pas ».

### Homophobie
L'Unia affirme en 2018, recevoir « peu de signalements relatifs à des faits de discrimination liés à l’orientation sexuelle. Néanmoins, les différentes enquêtes révèlent de façon récurrente un vécu de discrimination dans le milieu de l’éducation par les personnes LGBT ». Selon une étude de 2020, les préjugés homophobes sont les plus présents chez les jeunes musulmans, et ensuite chez les jeunes catholiques.
La communauté LGBT de Belgique est particulièrement touchée par des actes de violence homophobe, dont des homicides. Pour l'Unia : « la violence verbale et physique contre les personnes homosexuelles est encore une réalité dans notre pays ».

### Opposition à l'EVRAS
Depuis 2012, les écoles peuvent proposer des ateliers volontaires d’éducation à la vie relationnelle affective et sexuelle (EVRAS). En septembre 2023, le Parlement de la Fédération Wallonie-Bruxelles vote à l'unanimité la généralisation du programme, ajoutant une animation de 2h pour les élèves de 6e primaire et de 4e secondaire à la suite de demandes de révisions exprimées fin 2022.
Le débat sur le décret provoque l'augmentation de la circulation de fausses informations sur les réseaux sociaux relayées par des parents, des associations telles que l'Observatoire de la petite sirène ou Innocence en danger, ainsi que par des réseaux de complotistes ou d’extrême droite tel que Civitas France ou Bon Sens Belgique. Interrogée par La Voix du Nord, Marie Peltier y voit un parallèle avec les mobilisations de 2014 contre les ABCD de l'égalité en France. La désinformation autour du programme est dénoncée par de nombreux ministres.
À la suite de l'adoption de l'accord, des écoles maternelles et primaires sont taguées avec des inscriptions « No Evras » et incendiées à Charleroi, Couillet et Marcinelle la nuit du 12 au 13 septembre 2023. D'autres écoles sont incendiées le lendemain à Xhovémont, ainsi qu'une 6e école à Charleroi. Le gouvernement annonce que la police fédérale va épauler les polices locales, et souligne l'implication de groupuscules venus de France. 
Une manifestation rassemblant 1500 personnes à Bruxelles a lieu le 17 septembre 2023 contre le décret, les organisateurs dénoncant les « ultraféministes », les associations locales ainsi que le « lobby LGBT ». Certains organisateurs tel que Radya Oulebsir, « militante musulmane et engagée pour la protection des enfants », ou Alain Escada, président de Civitas, prennent la parole pour demander le retrait du décret sous une semaine, menacant de porter l'affaire en justice.